# ACY1
ACY1 (англ. Aminoacylase 1) – білок, який кодується однойменним геном, розташованим у людей на короткому плечі 3-ї хромосоми. Довжина поліпептидного ланцюга білка становить 408 амінокислот, а молекулярна маса — 45 885.
| 10         |  | 20         |  | 30         |  | 40         |  | 50         |
| ---------- |  | ---------- |  | ---------- |  | ---------- |  | ---------- |
| MTSKGPEEEH |  | PSVTLFRQYL |  | RIRTVQPKPD |  | YGAAVAFFEE |  | TARQLGLGCQ |
| KVEVAPGYVV |  | TVLTWPGTNP |  | TLSSILLNSH |  | TDVVPVFKEH |  | WSHDPFEAFK |
| DSEGYIYARG |  | AQDMKCVSIQ |  | YLEAVRRLKV |  | EGHRFPRTIH |  | MTFVPDEEVG |
| GHQGMELFVQ |  | RPEFHALRAG |  | FALDEGIANP |  | TDAFTVFYSE |  | RSPWWVRVTS |
| TGRPGHASRF |  | MEDTAAEKLH |  | KVVNSILAFR |  | EKEWQRLQSN |  | PHLKEGSVTS |
| VNLTKLEGGV |  | AYNVIPATMS |  | ASFDFRVAPD |  | VDFKAFEEQL |  | QSWCQAAGEG |
| VTLEFAQKWM |  | HPQVTPTDDS |  | NPWWAAFSRV |  | CKDMNLTLEP |  | EIMPAATDNR |
| YIRAVGVPAL |  | GFSPMNRTPV |  | LLHDHDERLH |  | EAVFLRGVDI |  | YTRLLPALAS |
| VPALPSDS   |  |            |  |            |  |            |  |            |

A: Аланін

C: Цистеїн

D: Аспарагінова кислота

E: Глутамінова кислота

F: Фенілаланін

G: Гліцин

H: Гістидин

I: Ізолейцин

K: Лізин

L: Лейцин

M: Метіонін

N: Аспарагін

P: Пролін

Q: Глутамін

R: Аргінін

S: Серин

T: Треонін

V: Валін

W: Триптофан

Кодований геном білок за функцією належить до гідролаз. 
Задіяний у таких біологічних процесах як поліморфізм, альтернативний сплайсинг. 
Білок має сайт для зв'язування з іонами металів, іоном цинку. 
Локалізований у цитоплазмі.